# Larry English
Pour les articles homonymes, voir English.
(en) Statistiques sur pro-football-reference
Larry English, né le 22 janvier 1986 à Aurora, est un joueur américain de football américain évoluant au poste de linebacker, mais aussi comme defensive end.

## Biographie
Étudiant à l'université du Nord de l'Illinois, il joue pour les Huskies de Northern Illinois.
Il est drafté en 2009 à la 16e place (premier tour) par les Chargers de San Diego. Il y reste jusqu'en 2013.
Il signe en 2014 pour les Buccaneers de Tampa Bay et quitte l'équipe en 2015.
Il est actuellement agent libre.